# Telepolis

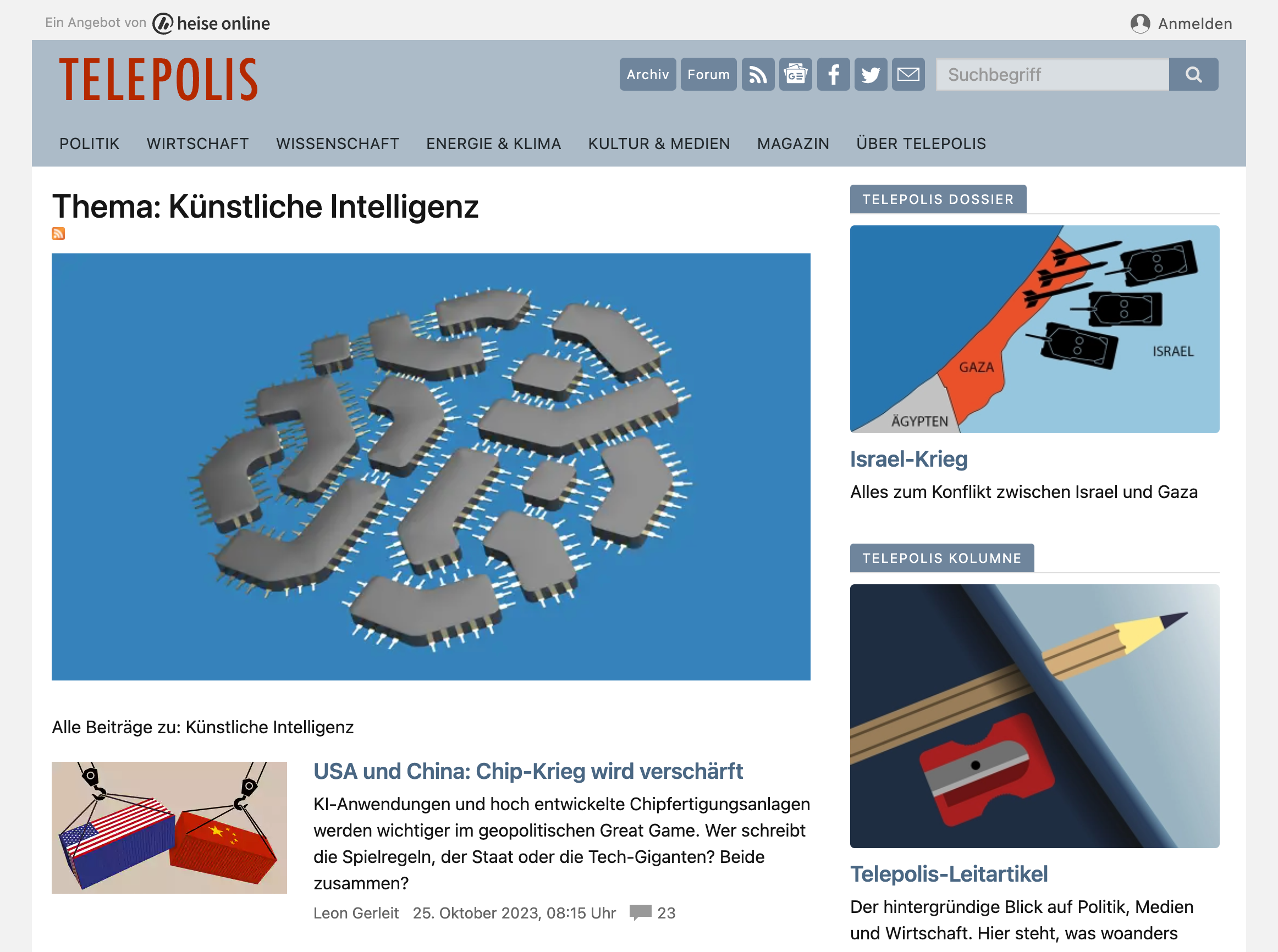
Captura de pantalla de Telepolis sobre la I.A.

Telepolis es el nombre de una revista de Internet alemana, publicada por la editorial Heise Heinz desde el comienzo de 1996. Fue fundada por los periodistas Armin Medosch y Florian Rötzer y se ocupa de la privacidad, la ciencia, la cultura, la política relacionada con Internet y en general  medios de comunicación.
Telepolis recibió el premio europeo de periodismo en línea en la categoría de "periodismo investigativo" en el 2000 por su cobertura del proyecto Echelon, en 2002, recibió el premio Grimme Online. 
Se lanzan periódicamente ediciones especiales, la primera edición impresa (01/2005) está en "Aliens" - cómo los investigadores y viajeros del espacio desea descubrir su presencia. " Uno de los artículos en esta edición, tal vez el más atrevido, describió la llamada teoría de todo (TOE), propuesto por Burkhard Heim y sus aplicaciones a la propulsión por una supuesta nave espacial. (Teoría de Heim no es parte de la física general, y pocos físicos que lo describen como un dedo.) Otras se refieren a SETI y la exobiología.